# Machaerium pedicellatum
Machaerium pedicellatum är en ärtväxtart som beskrevs av Julius Rudolph Theodor Vogel. Machaerium pedicellatum ingår i släktet Machaerium och familjen ärtväxter. Inga underarter finns listade i Catalogue of Life.